# Gruta do Tambor Estrada
A Gruta do Tambor da Estrada é uma gruta portuguesa localizada na freguesia das Bandeiras, concelho da Madalena do Pico, ilha do Pico, arquipélago dos Açores.
Esta cavidade apresenta uma geomorfologia de origem vulcânica em forma de tubo de lava localizado em talude de estrada. Esta estrutura geológica apresenta um comprimento de 70 m. por uma altura máxima de 2 m.